# Georgije Bakalović
Georgije Bakalović (en serbe cyrillique : Георгије Бакаловић ; né en 1786 à Sremski Karlovci - mort le 13 avril 1843 à Ruma) était un peintre serbe. Il a étudié la peinture à Sremski Karlovci sous la direction de Stefan Gavrilović et a surtout peint des iconostases, des fresques et des portraits. Pour certaines iconostases, il a travaillé en collaboration avec le peintre et orfèvre Dimitrije Đurković.

## Œuvres

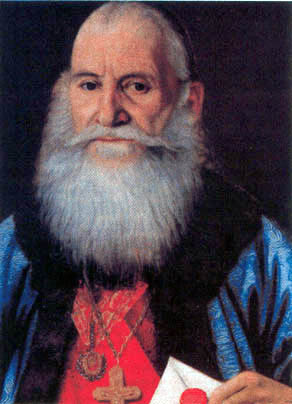
Portrait de Prota Mateja Nenadović, 1841

Georgije Bakalović a peint l'iconostase et la voûte de l'église Saint-Nicolas d'Erdevik en 1817, la voûte de la Gornja crkva à Sremski Karlovci en 1824, l'iconostase et le trône de l'église Saint-Jean-Baptiste de Vrdnik en 1825, l'iconostase de l'église Saint-Georges de Manđelos également en 1825, l'iconostase de Čerević en 1827 ; il a également réalisé la voûte et la rénovation des icônes de l'église de la Dormition-de-la-Mère-de-Dieu ainsi que la nouvelle iconostase de l'église Saint-Nicolas à Irig en 1827 ; il a peint l'iconostase de l'église Saint-Jean de Novi Sad en 1830 puis, la même année, l'iconostase du monastère de Grgeteg (brûlée en 1841), ainsi que l'iconostase de Pavlovci en 1832.
En collaboration avec Dimitrije Đurković, il a réalisé les peintures des iconostases de Prhovo (1840) et de Stari Banovci (1840-1841), celles du reliquaire du prince Lazar de Vrdnik, ainsi que des drapeaux d'église à Jarak, Voganj, Sasi, Surčin et Mihaljevci.
En 1837, il séjourna dans la principauté de Serbie et peignit les iconostases du monastère de Radovašnica (1839), de l'église de Zaječar et du monastère de Rača (1840), de l'église d'Aleksinac (1841) et de l'église de Negotin (1842).
Entre autres, Georgije Bakalović a peint les portraits du prince Miloš Obrenović, de Jevrem Obrenović, de Stefan Stratimirović et du prince Ivo de Semberija.

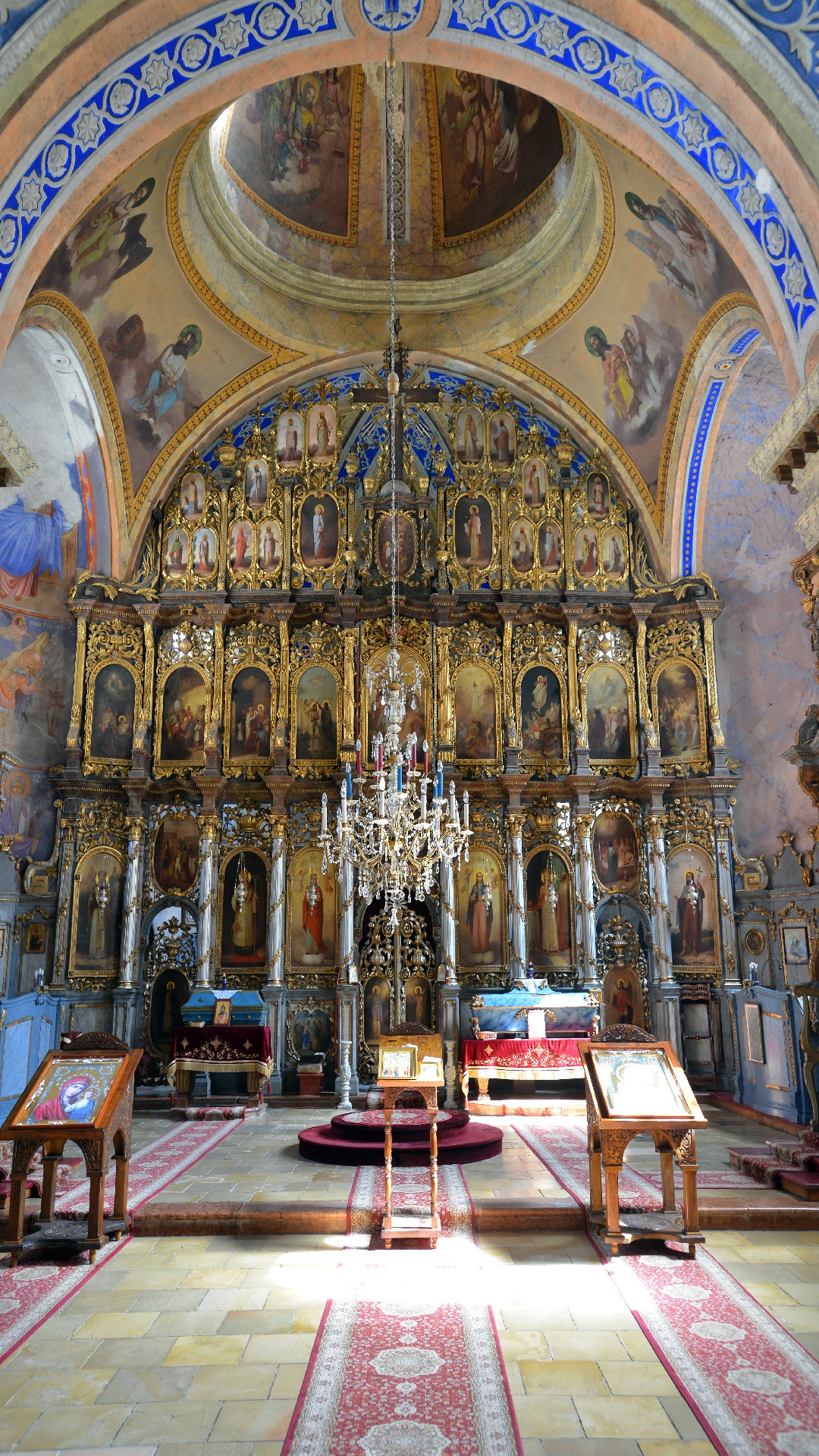
L'iconostase de l'église Saint-Jean-Baptiste de Vrdnik.
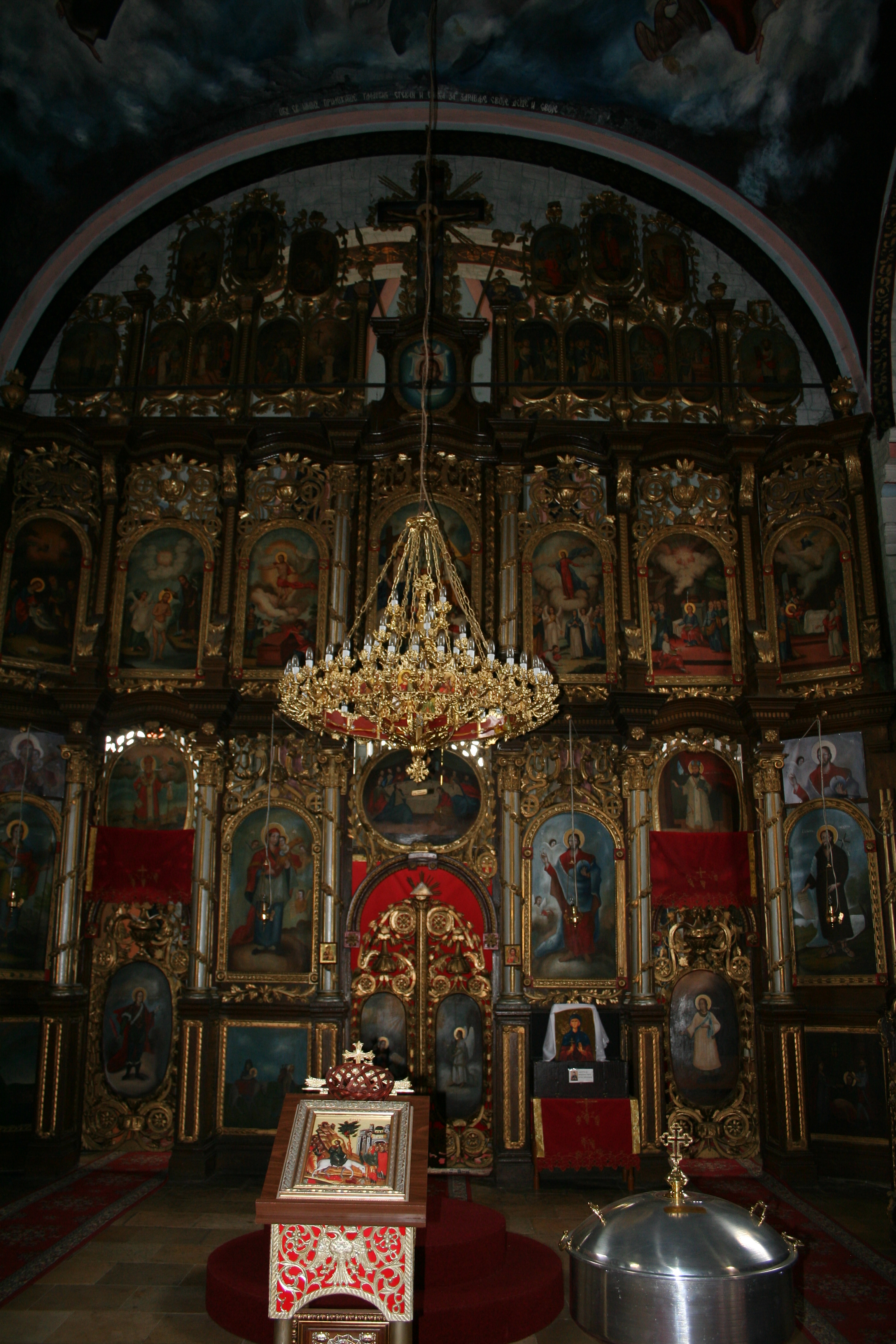
L'iconostase de l'église Saint-Georges de Manđelos.